# Battaglia della gola di Kresna
La battaglia della gola di Kresna fu combattuta nel 1913 tra greci e bulgari durante la seconda guerra balcanica. La battaglia fu combattuta in un periodo di undici giorni, tra l'8 e il 18 luglio, su un fronte di 20 km, in un dedalo di foreste e montagne. La battaglia segnò l'ultima fase dell'avanzata greca in territorio bulgaro prima del cessate il fuoco e del trattato di pace.

## Sfondo
Con il fronte serbo fermo e l'esercito bulgaro sconfitto in Grecia, il re Costantino I di Grecia ordinò al suo esercito di marciare più in profondità nel territorio bulgaro e catturare la capitale bulgara, Sofia. Costantino desiderava una vittoria decisiva nella guerra nonostante le obiezioni del primo ministro Eleftherios Venizelos che si rese conto che i serbi, avendo vinto i loro obiettivi territoriali, stavano da allora cercando di porre i restanti combattimenti in guerra contro i greci rimanendo passivi.

## Conflitto

### Avanzata greca e sfondamento del passo di Kresna
Dopo la vittoriosa battaglia di Doiran, le forze greche continuarono la loro avanzata verso nord. Il 18 luglio, la 1ª divisione greca riuscì a respingere la retroguardia bulgara e catturò un importante punto d'appoggio all'estremità meridionale del passo di Kresna.
Nel passo, i greci subirono un'imboscata dal 2° e dal 4° esercito bulgaro che erano appena arrivati dal fronte serbo e avevano preso le posizioni difensive. Dopo aspri combattimenti, tuttavia, i greci riuscirono a sfondare il passo di Kresna. L'avanzata greca continuò e il 25 luglio fu catturato il villaggio di Krupnik, a nord del passo, costringendo le truppe bulgare a ritirarsi a Simitli. Simitli fu catturata il 26 luglio, mentre, durante la notte tra il 27 e il 28 luglio, le forze bulgare furono spinte a nord a Gorna Dzhumaya (l'odierna Blagoevgrad), 76 km a sud di Sofia.

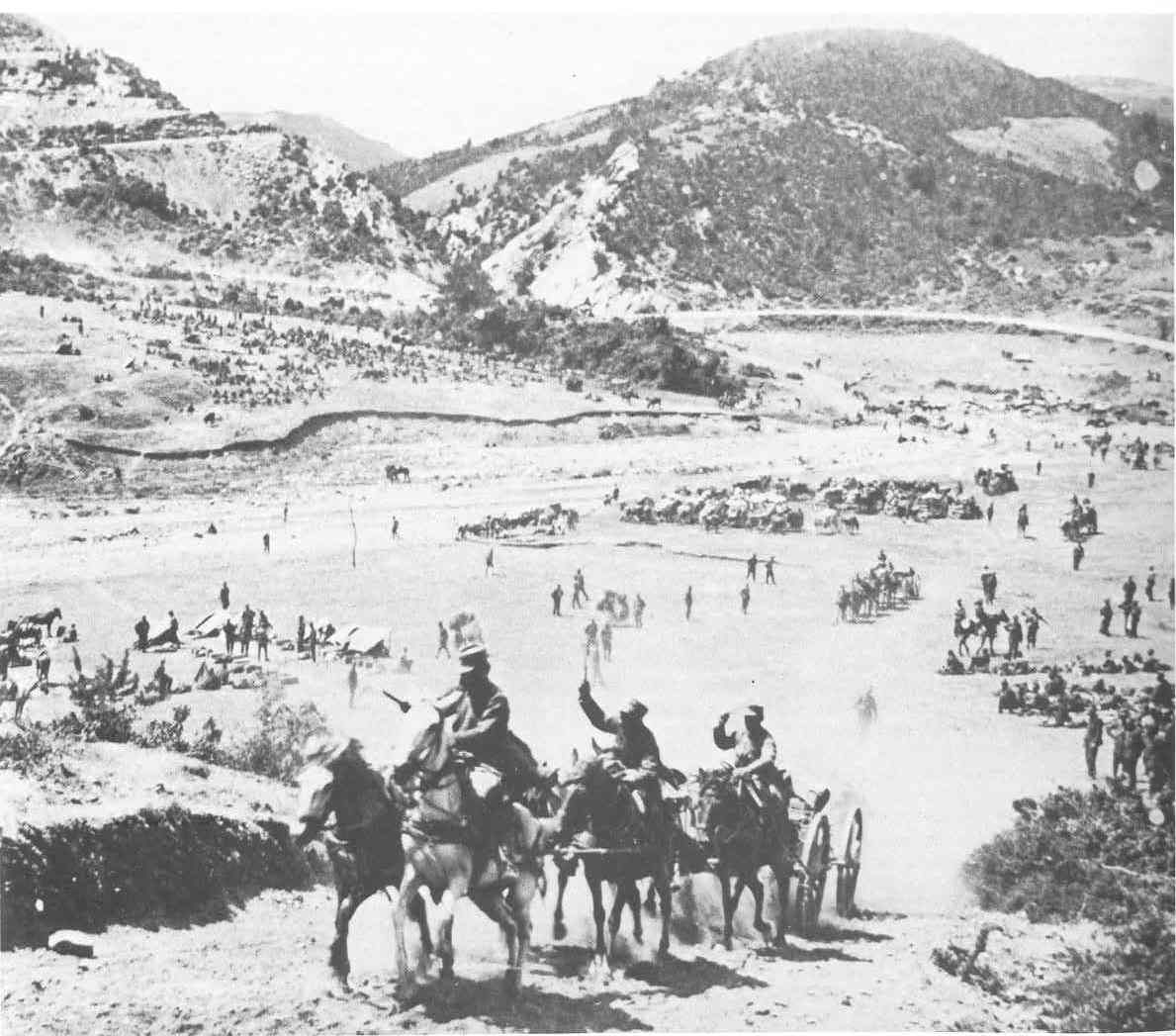
Le truppe greche avanzano attraverso il passo di Kresna.

Nel frattempo, le forze greche continuarono la loro marcia nell'entroterra nella Tracia occidentale e il 26 luglio entrarono a Xanthi. Il giorno successivo le forze greche entrarono a Komotini, senza incorrere nell'opposizione bulgara.

### Contrattacco bulgaro e armistizio
L'esercito greco fu fermato davanti a Gorna Dzhumaya da una significativa resistenza bulgara. Il 28 luglio, le forze greche ripresero l'attacco e catturarono una linea che si estendeva da Cherovo alla collina 1378, a sud-est di Gorna Dzhumaya.
Durante la sera del 28 luglio, però, l'esercito bulgaro sotto forte pressione fu costretto ad abbandonare la città.
Il giorno seguente, i bulgari tentarono di accerchiare i greci in inferiorità numerica similmente in una battaglia come quella di Canne esercitando pressione sui loro fianchi. Tuttavia, i greci lanciarono contrattacchi a Mehomia e a ovest di Kresna. Entro il 30 luglio, gli attacchi bulgari si erano ampiamente placati. Sul fianco orientale, l'esercito greco lanciò un attacco verso Mehomia attraverso il passo Predela. L'offensiva fu interrotta dall'esercito bulgaro sul lato orientale del passo e i combattimenti finirono in un punto di stallo. Sul fianco occidentale fu lanciata un'offensiva contro Charevo Selo con l'opposizione di raggiungere le linee serbe. Essa fallì e l'esercito bulgaro continuò ad avanzare, specialmente nel sud, dove entro il 29 luglio le forze bulgare avevano tagliato la linea di ritirata greca attraverso Berovo e Strumica, lasciando all'esercito greco una sola via di ritirata.
Dopo tre giorni di combattimento nei settori di Pehčevo e Mehomia, tuttavia, le forze greche mantennero le loro posizioni. Il 30 luglio, il quartier generale greco progettò di lanciare un nuovo attacco per avanzare verso il settore di Gorna Dzhumaya. Quel giorno le ostilità continuarono con le forze bulgare schierate in posizioni strategiche a nord e nord-est della città.
Nel frattempo, il re Costantino I, che aveva trascurato una richiesta di tregua bulgara durante la corsa per Sofia, informò il primo ministro Venizelos che il suo esercito era "fisicamente e moralmente esausto" e lo esortò a cercare la cessazione delle ostilità attraverso la mediazione rumena. Questa richiesta portò alla firma del trattato di Bucarest il 31 luglio 1913 che pose fine a una delle battaglie più sanguinose della seconda guerra balcanica.

## Eredità
L'armistizio lasciò entrambe le parti a rivendicare la vittoria. Dal punto di vista greco, dopo undici giorni di battaglia, i bulgari non erano chiaramente riusciti a voltare i fronti dell'esercito greco, e di conseguenza la battaglia venne considerata come una vittoria difensiva. I bulgari credevano di essere i vincitori poiché il loro attacco fermò con successo l'avanzata dell'esercito greco verso Sofia e indusse i greci ad accettare un armistizio. Questa posizione è supportata dall'opinione da alcuni storici sostenendo che sebbene la battaglia si fosse conclusa in modo inconcludente dall'armistizio, alla fine della guerra, l'esercito greco venne minacciato dall'accerchiamento e dall'annientamento. Da parte greca si sostenne, tuttavia, che i bulgari avevano coinvolto tutte le loro forze disponibili nella battaglia prolungata e non avevano la forza lavoro aggiuntiva per completare un accerchiamento delle forze greche.

## Galleria d'immagini

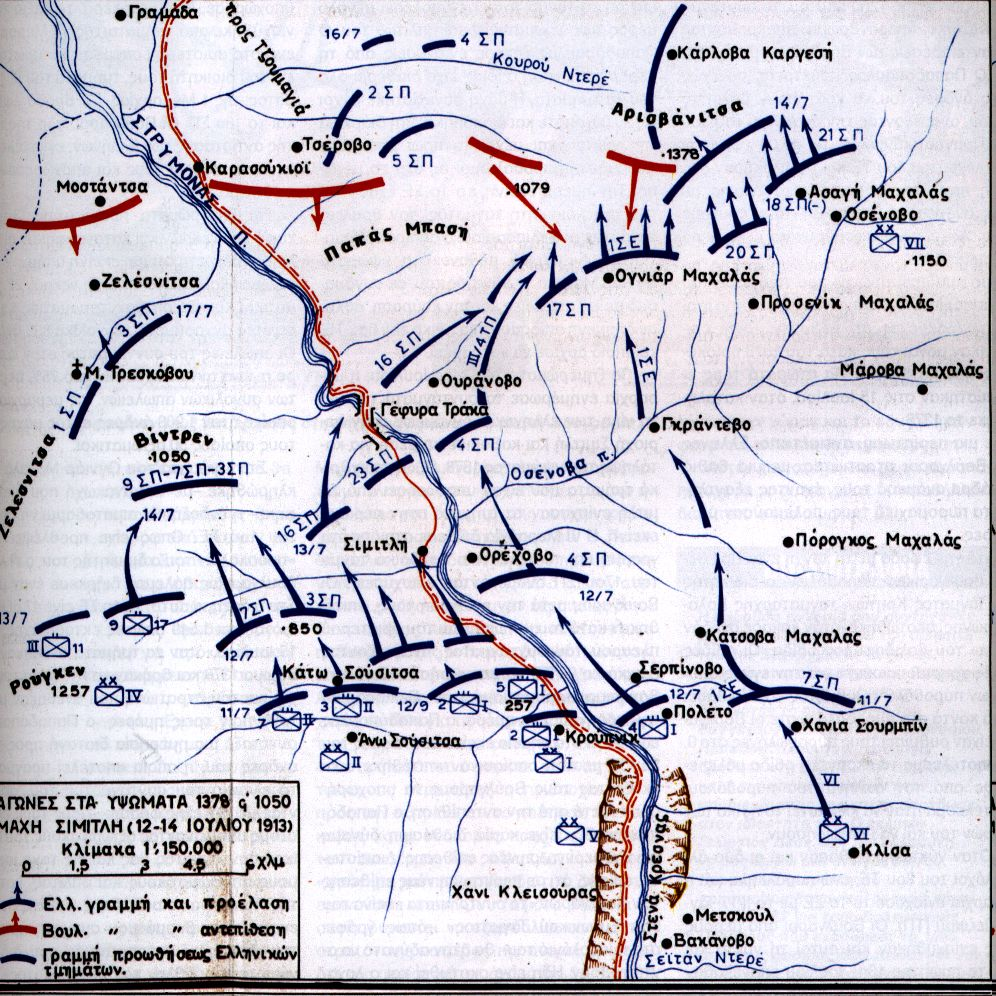
Avanzata delle forze greche dopo aver sfondato la gola di Kresna (25-30 luglio).
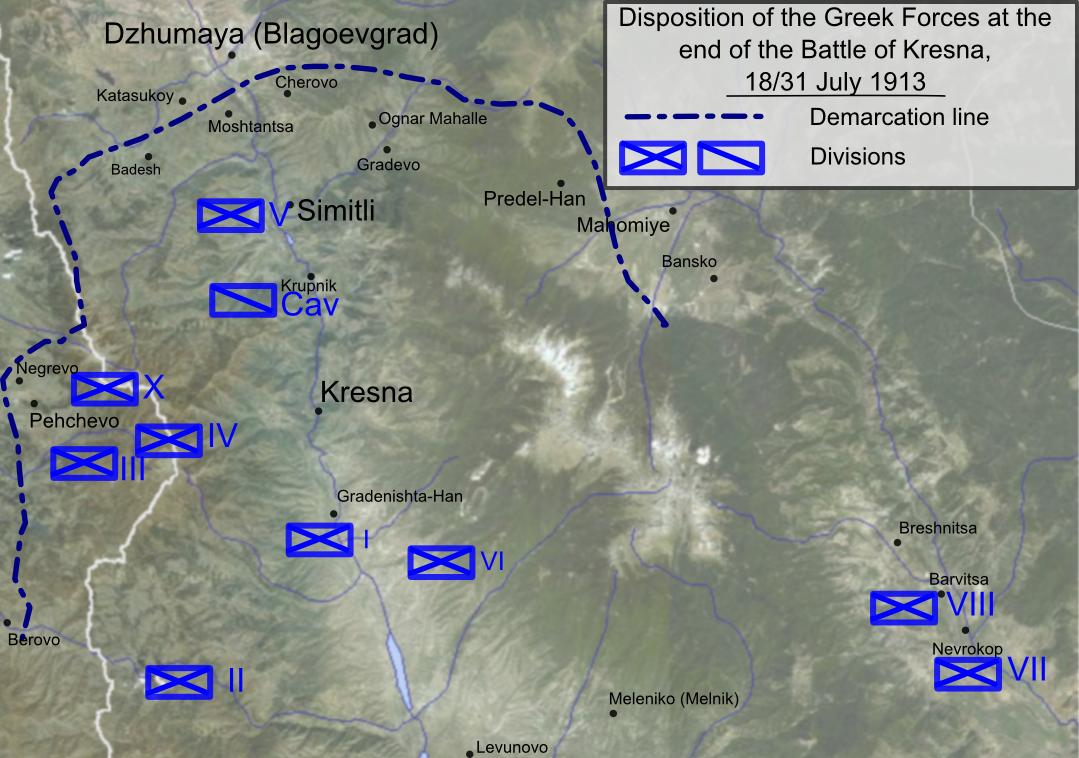
Linea di demarcazione e disposizione delle forze greche, a seguito dell'armistizio.
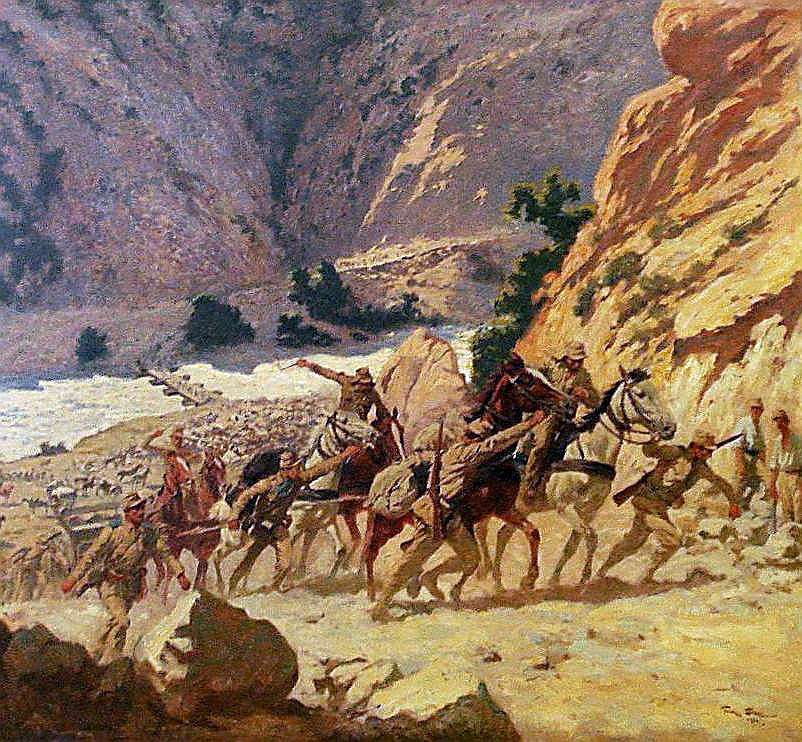
L'artiglieria greca avanza attraverso il passo di Kresna.